# Драгилев, Владимир Григорьевич
Владимир Григорьевич Драгилев  (июль 1897 — 22 февраля 1938 года) — советский военный деятель, участник Гражданской войны. Командир дивизии. Репрессирован, расстрелян, реабилитирован. Комбриг (1935).

## Молодые годы
Владимир Драгилев родился в июле 1897 года в деревне Марковка Климовического уезда Могилевской губернии. Еврей.
В семье мелкого торговца. Окончил сельскую школу. Учился на вечерних курсах. В 1917 г. экстерном окончил среднее учебное заведение. До военной службы работал заготовителем. В период октябрьских событий 1917 г. в г. Петрограде был представителем 1-го городского района при Военно-революционном комитете (ВРК) в Смольном, выполнял поручения ВРК. 

## В Красной армии

### В Гражданскую войну
В Красной армии добровольно с августа 1918 года. Участник Гражданской войны. Воевал на Восточном и Туркестанском фронтах, В годы войны занимал должности: военно-политического комиссара и председателя чрезвычайной комиссии по борьбе с контрреволюцией в Казанской губернии (август — сентябрь 1918 г.), военного комиссара Владимирского стрелкового полка Правобережной группы войск 5-й армии (октябрь — ноябрь 1918 г.), военного комиссара 1-й и 2-й бригад 26-й стрелковой дивизии (ноябрь 1918 г. — апрель 1919 г.), председателя Сызранского отдела Ревтрибунала 5-й армии (апрель — май 1919 г.), заместителя члена Реввоенсовета 5-й армии (май — июль 1919 г.). 
В июле — сентябре 1919 г. — военный комиссар 24-й стрелковой дивизии. 
С сентября 1919 г. — слушатель Академии Генерального штаба РККА.

### После Гражданской войны
На различных командных и штабных должностях в РККА. В 1921 году участвовал в подавлении Кронштадтского мятежа в должности начальника полевого штаба, помощника начальника штаба "Северной группы", командира бригады курсантов. Заслужил орден Красного Знамени.
Июль — октябрь 1921 год — помощник начальника, врид начальника и военного комиссара разведуправления штаба Туркестанского фронта .
В 1922 года окончил Военную академию РККА.
Назначен в июле 1923 года начальником оперативного отдела штаба Западного фронта.
С апреля 1924 года — помощник начальника Оперативного управления Штаба РККА. 
С марта 1925 года — помощник начальника штаба Западного военного округа.
С апреля 1926 года состоял в резерве РККА с откомандированием в распоряжение ВСНХ СССР на должность начальника мобилизационного отдела ВСНХ РСФСР. 
С ноября 1927 года — в распоряжении Главного управления кадров РККА. 
До ноября 1928 года проходил практическую подготовку в войсках в должности командира 6-го стрелкового полка. 
В 1929 года окончил КУВНАС при Военной академии имени М. В. Фрунзе. 
С мая 1929 года — командир и военный комиссар 8-го стрелкового полка. 
С июля 1930 года — начальник штаба 10-го стрелкового корпуса. Воронеж. 
В мае 1932 года назначен командиром и военным комиссаром 1-й Кавказской горной дивизии имени ЦИК Грузинской ССР. 
С февраля 1935 года — начальник пункта ПВО г. Ленинграда. 
С января 1937 года — заместитель начальника штаба Сибирского военного округа.

## Арест и казнь
Арестован 24 мая 1937 года. Военной коллегией Верховного суда СССР 22 февраля 1938 г. по обвинению в участии в военном заговоре приговорен к расстрелу. Приговор приведен в исполнение в тот же день. 
Определением Военной коллегии от 7 июля 1956 года реабилитирован.

## Воинские звания
- Комбриг (20.11.1935[4])[1][5];

## Награды
- Орден Красного Знамени (1921)[6], [7];

## Память
- В музее 9-й мсд в Майкопе хранятся Боевое знамя 1-й Кавказской стрелковой дивизии, Боевые знамёна частей, документы о командире Драгилеве В.Г. и других.
- Имя воина увековечено в Главном Храме Вооружённых сил России и на мемориале «Дорога памяти»[8][5].